# Air-Algérie-Flug 2208
Der Air-Algérie-Flug 2208 (Flugnummer IATA: DH2208, ICAO: DAH2208, Funkrufzeichen: AIR ALGERIE 2208) ist ein interkontinentaler Linienfrachtflug der Air Algérie von Algier nach Frankfurt am Main. Am 13. August 2006 wurde der Flug mit einer Lockheed L-100-30 Hercules durchgeführt. Im Reiseflug über dem Luftraum Italiens kam es dabei zu einem Ausfall des Autopiloten, woraufhin die Maschine unkontrolliert bei Piacenza zu Boden stürzte. Bei dem Unfall starben alle drei Insassen der Maschine.

## Flugzeug
Bei dem Flugzeug handelte es sich um eine Lockheed L-100-30 Hercules mit der Werksnummer 4880, die ihren Erstflug im Jahr 1981 absolviert hatte. Es handelte sich um die zivile Variante des Militärtransportflugzeugs Lockheed C-130 Hercules. Die Maschine wurde im Mai 1981 mit dem US-amerikanischen Luftfahrzeugkennzeichen N4148M an die Air Algérie ausgeliefert und im darauffolgenden Jahr auf das algerische Kennzeichen 7T-VHG umgemeldet. Das viermotorige Transportflugzeug war mit vier Turboprop-Triebwerken des Typs Allison 501-D22A ausgestattet.

## Insassen
Auf dem Frachtflug befand sich lediglich eine dreiköpfige Besatzung an Bord der Maschine, bestehend aus einem Flugkapitän, einem Ersten Offizier und einem Flugingenieur.

## Unfallhergang
Die Maschine befand sich im Reiseflug im Luftraum Italiens in einer Höhe von ca. 24.000 Fuß (ca. 7.300 Meter), als plötzlich der Flugsteuerungscomputer ein Problem mit dem Autopiloten anzeigte. Zwölf Sekunden später schaltete sich der Autopilot plötzlich ab. Augenblicklich ging die Steuerbarkeit der Maschine verloren. Kurz bevor der Kontakt zwischen der Maschine und der Flugsicherung in Mailand abbrach, meldete die Besatzung aus einer Flughöhe von 13.500 Fuß (ca. 4.100 Meter), dass es zu einem Triebwerksausfall gekommen sei. Dem Piloten gelang es noch, die Maschine von dicht besiedelten Gebieten wegzulenken. Die Maschine schlug 73 Sekunden nach der Warnmeldung bei der zu Piacenza gehörenden Siedlung Besurica auf dem Boden auf, wobei alle drei Besatzungsmitglieder getötet wurden und die Maschine völlig zerstört wurde.

## Unfalluntersuchung
Berechnungen zufolge war die Maschine mit einem Nickwinkel von 45 bis 50 Grad und einer Fluggeschwindigkeit von 850 bis 900 km/h auf dem Boden aufgeschlagen. Unmittelbar vor der Kollision seien die strukturellen Belastungsgrenzen der Maschine überschritten worden, wodurch der Rumpf in zwei Teile zerbrach. Die Kollision war so gewaltig, dass die Trümmer der Maschine über eine Strecke von mehreren Kilometern verstreut waren. Unmittelbar nach dem Aufprall gab es eine heftige Explosion, deren Echo im gesamten Stadtgebiet von Piacenza zu hören war. An der Absturzstelle entstand ein Krater mit einer Länge von 50 Metern und einer Tiefe von 15 Metern. Der obere Teil des Seitenruders befand sich 1.200 Meter vom Aufprallpunkt entfernt, während Teile der Höhenruderklappen 3.000 Meter vom Aufprallpunkt gefunden wurden. Der Unfall wurde auf einen Kontrollverlust infolge eines Ausfalls des Autopiloten zurückgeführt.

## Folgen
Bei der Unfalluntersuchung wurde festgestellt, dass der Flugdatenschreiber der Maschine noch der ersten Generation dieser Geräte aus den 1960er-Jahren angehörte. Er entsprach nicht mehr den Vorschriften der ICAO. Die italienische Flugsicherheitsbehörde empfahl daraufhin der algerischen Luftfahrtbehörde, alte Flugdatenschreiber durch neue ersetzen zu lassen.